# محمدرضا سعیدی (سیاستمدار)
محمدرضا (میثم) سعیدی (زاده ۱۳۴۸ قوچان) سیاستمدار و مدیر اجرایی ایرانی است که از ۱۹ آبان تا ۲۵ آذر ۱۴۰۳ به‌عنوان‌ سرپرست شرکت سرمایه‌گذاری تأمین اجتماعی (شستا) و از ۲۵ آذر به‌عنوان عضو هیئت مدیره و مدیرعامل شستا فعالیت می‌کند.
سعیدی در دوره ششم مجلس شورای اسلامی نماینده حوزه انتخابیه تهران، ری، شمیرانات و اسلامشهر بوده‌است.

## جستارهای پیوسته
- دوره ششم مجلس شورای اسلامی